# Lac de saumure
Pour les articles homonymes, voir Saumure (homonymie).

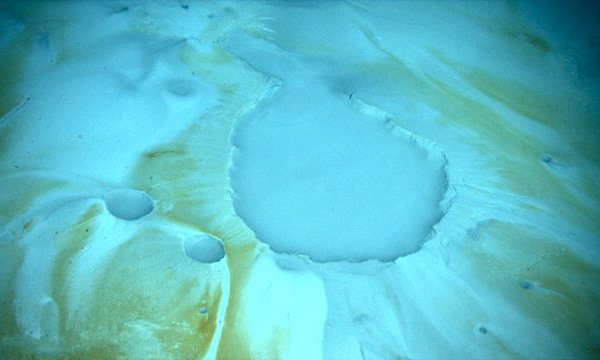
Quelques lacs de saumure dans des cratères.

Un bassin de saumure ou lac de saumure (Brine Pool pour les anglophones) est une étendue de saumure, plus ou moins vaste, située sur le fond d'une plaine abyssale océanique.
Ces sortes de mares d'eau dense et très salée (3 à 5 fois plus que l'eau de mer) ne sont connues et explorées que depuis quelques années.

## Description
Elles peuvent être groupées et correspondent éventuellement à des zones de « suintements froids » (par opposition aux sources hydrothermales chaudes). Ce sont des étendues d'eau possédant une salinité de trois à cinq fois plus élevée que l'eau environnante.

## Géographie
Les bassins de saumure seraient plus répandus sur le plateau de l'Antarctique, dans les zones sans ou à très faible courant. En effet, la saumure s'y forme plus abondamment avec le sel exclu par formation des glaces marines.

## Écologie
Les saumures elles-mêmes abritent des formes de vie extrémophiles, ainsi, dans le bassin de l'Atalante, trois espèces de loricifères ont été découvertes en 2010 dans les sédiments, les premières formes de vie multicellulaires connues vivant entièrement sans oxygène. De plus, quand elles sont aussi des sources de méthane ou d'autres hydrocarbures (« suintements froids »), elles sont parfois entourée d'une riche ceinture de moules où d'autres espèces des grands fonds vivent aussi. 
Les bassins de saumure les plus denses sont toxiques pour les animaux marins. Les cadavres de ceux-ci ne s'y enfoncent pas et restent accessibles à des décomposeurs.

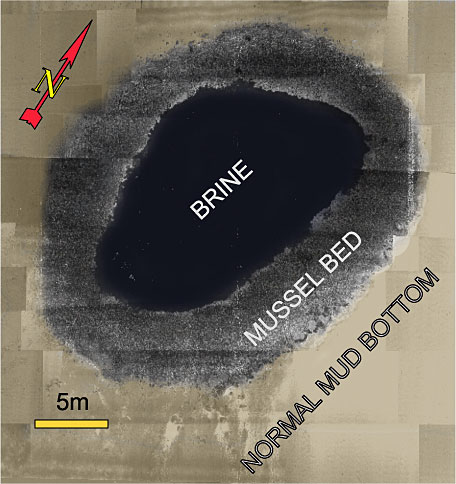
Cartographie par la NOAA d'un bassin de saumure dans le golfe du Mexique : le bassin (« brine ») est au centre, entouré d'un tapis de moules (« mussel bed ») puis du fond marin classique (« normal mud bottom »).
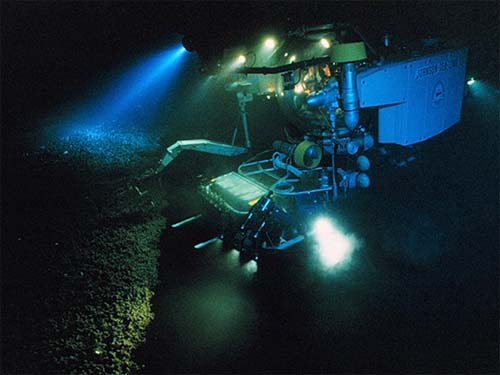
Exploration sous-marine des abords d'une mare d'eau salée, sur la plaine abyssale du golfe du Mexique, montrant un tapis de moules et d'autres organismes extrêmophiles.
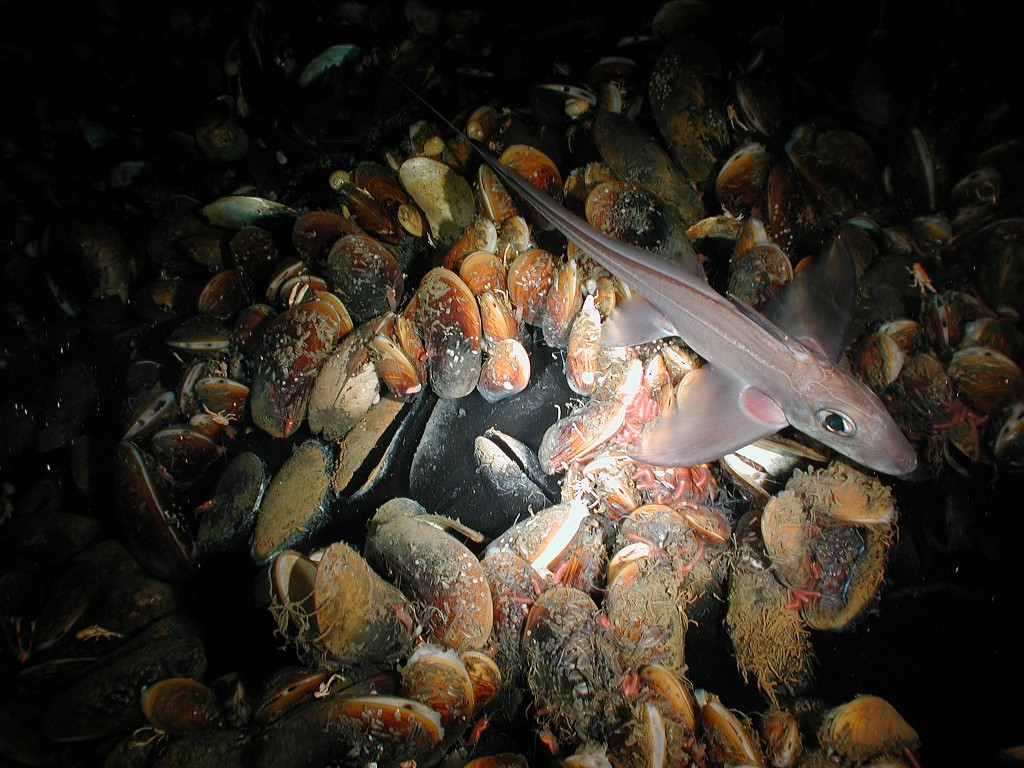
Une chimère nage au-dessus d'un banc de moules des profondeurs, au bord d'un bassin de saumure.
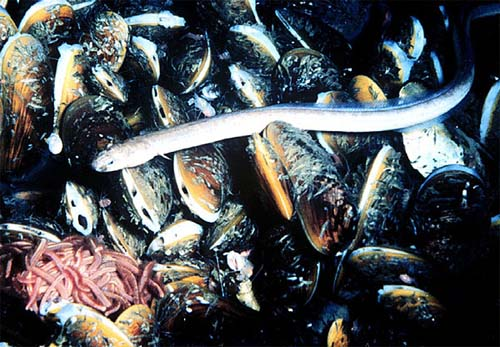
Poisson anguilliforme sur lit de moules, en bordure d'un petit lac de saumure.

## Origines
Les bassins de saumure apparaissent selon trois modes principaux : le rejet de la saumure sous les glaces marines, la dissolution des sels dans les eaux profondes par la tectonique des sels et le chauffage géothermique de la saumure aux frontières des plaques tectoniques (convergentes, divergentes, transformantes) et aux points chauds.
1. Rejet de la saumure : Ce processus est principalement associé aux régions polaires où la formation de glace de mer joue un rôle crucial. Lorsque l'eau de mer gèle pour former de la glace de mer, les sels et autres impuretés présentes dans l'eau ne s'intègrent pas dans sa structure. La saumure rejetée, étant plus dense, a tendance à couler vers le bas et à s'accumuler sous la couche de glace de mer. Elle finit par atteindre le fond marin sous la glace. Ce processus est favorisé par l'effet de la gravité et la différence de densité entre la saumure et l'eau de mer environnante. Le rejet de saumure à l'échelle océanique est associé à la formation d'eau profonde dans l'Atlantique Nord  (NADW) et des eaux de fond de l'Antarctique (AABW) qui jouent un rôle important dans la circulation thermohaline mondiale (THC). À une échelle locale, la saumure rejetée s'accumule dans les dépressions du fond marin pour former un bassin de saumure. En l'absence de brassage ou de courant marin, la saumure devient anoxique (absence d'oxygène) en quelques semaines. Ces bassins de saumure sont des environnements qui peuvent abriter une vie marine adaptée à des conditions inhabituelles, et ils jouent un rôle important dans la dynamique globale de l'océan.
2. Tectonique des sels : Le processus de tectonique des sels commence généralement par la présence d'une mer peu profonde dans une région géologique. Au fil du temps, cette mer peut s'assécher partiellement ou complètement en raison de changements climatiques ou géologiques, comme l'a été le golfe du Mexique pendant le Jurassique Moyen, produisant une épaisse couche de sel et de minéraux dérivés de l'eau de mer, mesurant jusqu'à 8 km d'épaisseur. Lorsque l'eau s'évapore, elle laisse derrière elle d'importants dépôts de sels, principalement du sel gemme (halite) et d'autres minéraux solubles. Par la suite, des sédiments tels que des argiles et des sables peuvent se déposer au-dessus de ces couches de sel, les recouvrant et les isolant du reste de la colonne d'eau. Ces sédiments contribuent à préserver les dépôts de sel de l'érosion et de la dissolution causées par l'eau de mer. Avec le temps, les couches de sédiments continuent de s'accumuler, exerçant une pression considérable sur les couches de sel enfouies en dessous. Le sel, étant un matériau ductile, se déforme sous cette pression, se déplaçant lentement vers le haut et formant des structures en forme de dômes, de plis ou de diapirs de sel. Dans certaines circonstances, ces structures de sel peuvent affleurer à la surface du fond marin ou se rapprocher suffisamment de la surface pour entrer en contact avec l'eau de mer environnante. Lorsque cela se produit, l'eau de mer peut s'infiltrer dans les fissures et les pores du sel et dissoudre certains des minéraux solubles, créant ainsi des saumures concentrées dans ces zones.
3. Chauffage géothermique : Aux niveaux des dorsales océanique de la Terre, les plaques se séparent, permettant au nouveau magma de monter et de refroidir. Ce processus contribue à la création d'un nouveau plancher océanique. Lorsque l'eau de mer s'infiltre dans les fractures formées par la séparation des plaques, elle descend dans les profondeurs de la croûte terrestre, où elle entre en contact avec des roches riches en minéraux, y compris des sels dissous. En conséquence, l'eau de mer dissout ces minéraux, principalement des sels. Dans certains endroits spécifiques, l'eau de mer infiltrée atteint une zone de la croûte terrestre située au-dessus d'une chambre magmatique active. Cette zone est connue sous le nom de "zone hydrothermale active". Là, l'eau de mer chauffée par la proximité de la chambre magmatique est surchauffée, c'est-à-dire qu'elle atteint des températures bien supérieures à celles de l'eau de mer environnante. Lorsque cette eau surchauffée remonte à la surface en suivant des fractures ou des conduits dans la croûte terrestre, elle refroidit progressivement en entrant en contact avec l'eau de mer environnante. Ce refroidissement induit la précipitation des sels dissous dans l'eau, qui se déposent dans des dépressions du fond marin, formant ainsi des bassins de saumure. Ainsi, le chauffage géothermique contribue à la création de bassins de saumure en fournissant de l'eau de mer chauffée qui dissout les sels dans la croûte terrestre, puis en la ramenant à la surface où les sels se précipitent pour former des saumures concentrées dans les dépressions du fond marin. La localisation de ces piscines est également associée à des émissions de méthane, de sulfure d'hydrogène et d'autres produits chimiques, créant ainsi un environnement propice à l'activité chimiotrophique.

## Intérêt scientifique
Des phénomènes de salinisation altèrent de nombreux environnements (sol) terrestres. Des lacs d'eau hypersalée pourraient exister sur Mars ou d'autres planètes. Le méthane est courant dans l'espace et sur d'autres planètes. Comprendre comment des espèces peuvent vivre dans ces environnements ou à leurs abords intéresse donc les responsables de l'exploration spatiale, les exobiologistes et les écologues.